# Sasa gracillima
Sasa gracillima là một loài thực vật có hoa trong họ Hòa thảo. Loài này được Nakai miêu tả khoa học đầu tiên năm 1932.